# Miwa (Berg)
Der 467 m hohe Miwa (japanisch 三輪山, Miwa-yama, selten: Miwa no yama), auch Mimoro (三諸山, -yama) genannt, gilt im Shintōismus als der heiligste Berg Japans.

## Topographie
Der Miwa liegt im Nordosten der Stadt Sakurai in der Präfektur Nara im Süden der japanischen Insel Honshū. Er ist dicht bewaldet und erhebt sich mit 467 m nur wenig über das auf ca. 70 m Höhe gelegene dicht besiedelte Nara-Becken (Nara-bonchi) in seinem Westen. Im Osten erstreckt sich das bewaldete Kasagi-Bergland (Kasagi-sanchi).

## Spirituelle Bedeutung
Im Gegensatz zu anderen heiligen Bergen Japans, die als Sitz einer Gottheit oder aufgrund eines anderen Zusammenhangs mit religiösen Thematiken verehrt werden, wird der Miwa-no-yama als per se heilig betrachtet. Daher besitzt der Ōmiwa-Schrein (大神神社, Ōmiwa-jinja), ein Shintō-Schrein aus der Edo-Zeit zur Verehrung des Miwa am Westfuß des Hügels, nicht wie üblich ein Allerheiligstes (本殿, honden, wörtlich „Hauptgebäude“): Das Allerheiligste ist hier der Berg selbst.

## Geschichte der Miwa-Verehrung
Die ältesten sakralen Bauten am Miwa sind drei Ringe aus Felsblöcken (iwa-kura, „Felsbehausungen“), die den Berg umschließen. Ihr Alter und ihre Bedeutung sind unbekannt. Der Miwa wird bereits im Jahr 712 im Kojiki, der ältesten erhaltenen Chronik Japans, im Zusammenhang mit der Berggottheit Ōmononushi erwähnt. Es wird vermutet, dass sich der Name des Berges von Ō-miwa (大神, dt. „Große Gottheit“) unter Bezug auf Ōmononushi ableitet. Eine andere Deutung bezieht sich auf ein Volksmärchen, nach dem am Miwa eine weiße Schlange lebt, die einst in Gestalt eines jungen Mannes Liebhaber einer Prinzessin war, des Morgens jedoch stets verschwand. Um seine Identität zu erfahren, steckte das Mädchen eine Nadel mit einem Zwirn an seine Kleidung und folgte ihm. Als sie dann die Schlange sah, nahm sie sich das Leben und soll seither am Fuße des Miwa (wo tatsächlich auch Kofun-Hügelgräber aus dem 5. Jahrhundert liegen) begraben sein. Der Name des Berges wird nun als die drei (mi) Windungen (wa) Zwirn verstanden, die am Ende der Verfolgung noch übrig waren. Der mythischen Schlange werden am Schrein heute noch gekochte Eier geopfert, ihr Anblick soll lebenslanges Glück verheißen.
Um den Gott Ōmononushi rankt sich noch eine weitere den Miwa betreffende Sage, der zufolge  Ōmononushi hier vom Tennō die Errichtung eines Heiligtums forderte. Priester dieses Heiligtum war Ōtataneko (大田田根子), Sohn Ōmononushis mit einer menschlichen Mutter und von Beruf Sakebrauer. Bis heute ist der Miwa daher eine wichtige Pilgerstätte der Sakebrauer. Der unfertige Sake, der als Opfergabe Verwendung findet, wird als Miwa bezeichnet.
Auch ein Gedicht von Nukata no Ōkimi aus der Gedichtsammlung Man’yōshū (8. Jahrhundert) ist dem Berg gewidmet:

「三輪山乎 然毛隠賀 雲谷裳 情有南畝 可苦佐布倍思哉」

„Miwa-yama wo/shikamo kakusu ka/kumodani mo/kokoro aranamo/kakusahu beshi ya“

„Den Miwa-Berg selbst/wollt ihr verbergen?/Habt nicht sogar ihr Wolken ein Herz,/wie könnt ihr es dann über euch bringen,/ihn zu verdecken?“

Das Betreten des Berges ist durch religiöse Vorschriften reglementiert, die sich im Laufe der Geschichte mehrfach geändert haben. Bis zur Edo-Zeit (1603–1868) war es nur beim Vorliegen bestimmter Gründe gestattet, während der Edo-Zeit völlig verboten. Seit dem Ende der Meiji-Zeit 1912 sind Besteigungen zwar gestattet, aber an Bedingungen wie das Absolvieren von Reinigungsriten und das Tragen einer weißen Schärpe (tasuki) geknüpft. Der Aufenthalt am Berg, der häufig für Meditationen genutzt wird, ist weiterhin auf drei Stunden begrenzt, der Weg darf nicht verlassen und ein bestimmter Heiliger Bezirk überhaupt nicht betreten werden.
In Mishima Yukios Roman Unter dem Sturmgott (奔馬, Homba) spielt der Miwa eine wichtige Rolle.